# Nachal Te'enim
Nachal Te'enim (hebrejsky: נחל תאנים, arabsky: Vádí al-Tanin) je vodní tok na Západním břeh Jordánu a v Izraeli.
Začíná poblíž města Kedumim v západním Samařsku na Západním břehu Jordánu. Pak směřuje k severozápadu kopcovitou krajinou, z jihu míjí město Tulkarm a mezi vesnicemi Ša'ar Efrajim a Nicanej Oz vstupuje do vlastního Izraele, do zemědělsky využívané pobřežní planiny. Zde poblíž vesnice Be'erotajim ústí zprava do toku Nachal Alexander.
Plocha povodí dosahuje cca 600 kilometrů čtverečních a spolu s vádí Nachal Alexander, Nachal Nablus a Nachal Kana jde o hlavní toky, které odvodňují západní Samařsko. Srážkový úhrn v povodí Nachal Te'enim dosahuje v dlouhodobém průměru 350 milionů kubických metrů. To v minulosti vedlo k vzniku močálů v pobřežní planině, v regionu Emek Chefer, které byly až od 1. poloviny 20. století cíleně vysušovány.